# Lspci
lspci는 시스템 내 PCI 버스와 장치의 상세 정보를 출력(나열)하는 유닉스 계열 운영 체제의 명령어이다. 다양한 운영 체제의 PCI 구성 공간에 대한 접근 권한을 제공하는 포터블 라이브러리 libpci에 기반을 둔다.

## 사용 예
리눅스 시스템에서의 사용 예이다:
```
# 
lspci

00:00.0 Host bridge: Intel Corporation 82815 815 Chipset Host Bridge and Memory Controller Hub (rev 11)

00:02.0 VGA compatible controller: Intel Corporation 82815 Chipset Graphics Controller (CGC) (rev 11)

00:1e.0 PCI bridge: Intel Corporation 82801 Mobile PCI Bridge (rev 03)

00:1f.0 ISA bridge: Intel Corporation 82801BAM ISA Bridge (LPC) (rev 03)

00:1f.1 IDE interface: Intel Corporation 82801BAM IDE U100 Controller (rev 03)

00:1f.2 USB Controller: Intel Corporation 82801BA/BAM USB Controller #1 (rev 03)

00:1f.3 SMBus: Intel Corporation 82801BA/BAM SMBus Controller (rev 03)

00:1f.4 USB Controller: Intel Corporation 82801BA/BAM USB Controller #2 (rev 03)

00:1f.5 Multimedia audio controller: Intel Corporation 82801BA/BAM AC'97 Audio Controller (rev 03)

01:03.0 CardBus bridge: O2 Micro, Inc. OZ6933/711E1 CardBus/SmartCardBus Controller (rev 01)

01:03.1 CardBus bridge: O2 Micro, Inc. OZ6933/711E1 CardBus/SmartCardBus Controller (rev 01)

01:0b.0 PCI bridge: Actiontec Electronics Inc Mini-PCI bridge (rev 11)

02:04.0 Ethernet controller: Intel Corporation 82557/8/9/0/1 Ethernet Pro 100 (rev 08)

02:08.0 Communication controller: Agere Systems WinModem 56k (rev 01)

```

수많은 장치가 알 수 없음(예: "Unknown device 2830 (rev 02))으로 표시되는 경우 보통은 'update-pciids' 명령을 실행하여 이 문제를 해결할 수 있다.

## lsusb
lsusb은 USB 버스와 장치를 위한 유사 명령어이다. 이 프로그램의 모든 기능을 이용하려면 /proc/bus/usb 인터페이스를 지원하는 리눅스 커널이 필요하다. (예: 리눅스 커널 2.3.15 이상).

## hwinfo
hwinfo는 하드웨어 전반을 위한 것이다. lshw는 hwinfo 프리셋의 하위 집합이다.

## 기타 플랫폼
FreeBSD의 동등한 명령어는 pciconf -l이다. pciconf는PCI 레지스터의 읽기, 쓰기와 같은 기타 명령을 수행할 수도 있다. 자세한 정보는 man page를 참고할 것.
위에 언급된 hwinfo 도구와는 관련이 없는 HWiNFO라는 이름의 도구는 무료로 바이너리 형태로 다운로드가 가능하다.

## 비슷한 명령어
- Dmesg: 커널의 메시지 버퍼 출력
- Uname: 현재 머신과 운영 체제의 이름, 버전, 기타 세부 정보 출력
- Util-linux

## 같이 보기
- idProduct
- Uname
- Util-linux
- 파일 시스템